# Otford
Otford är en ort och civil parish i grevskapet Kent i sydöstra England. Orten ligger i distriktet Sevenoaks, cirka 5 kilometer norr om Sevenoaks. Civil parishen hade 3 551 invånare vid folkräkningen år 2021.